# Franz Bücheler
Franz Bücheler (Rheinberg, 3 giugno 1837 – Bonn, 3 maggio 1908) è stato un filologo classico e latinista tedesco.

## Biografia
Si laureò all'università di Bonn.
Nominato professore insegnò all'Università di Friburgo (1858), all'Università di Greifswald (1866) e all'Università di Bonn dal 1870. Nel 1878 divenne editore aggiunto al Rheinisches Museum für Philologie. Sia come docente che come oratore ebbe grande successo.

## Opere principali
- Frontini de aquis urbis Romae (Lipsia, 1858)
- Pervigilium Veneris (Lipsia, 1859)
- Petronii satirarum reliquiae (Berlino, 1862; 3rd ed., 1882)
- Hymnus Cereris Homericus (Lipsia, 1869)
- Q. Ciceronis reliquiae (1869)
- Herondae mimiambi (Bonn, 1892).

Scrisse anche Grundriss der lateinischen Deklination (1866), Des Recht von Gortyn (Francoforte sul Meno, 1885, con Ernst Zitelmann) ed eseguì la supervisione dell'edizione del 1893 di Persii, Juvenalis, Sulpiciae saturae di Otto Jahn.